# سكر كيتوني

الفركتوز هو مثال على سكر كيتوني. مجموعة الكيتون هو ذرة أكسجين مرتبطة برابطة ثنائية.

السكر الكيتوني (بالإنجليزية: Ketose)‏ هو سكر أحادي يحتوي على مجموعة كيتون واحدة لكل جزيء.
ثنائي هيدروكسي الأسيتون بثلاث ذرات كربون هو الأبسط من بين السكريات الكيتونية والوحيد الذي لا يمتلك نشاط ضوئي. السكريات الكيتونية يمكن أن تتصاوغ إلى سكريات ألديهيدية عندما تقع مجموعة الكاربونيل في نهاية (طرف) الجزيء. السكريات الكيتونية كهذه هي سكريات مختزلة.